# آدم جونز (عالم)
آدم جونز (بالإنجليزية: Adam Jones)‏ (و. 1963 – م) هو كاتب، وناشط حقوقي، وعالم سياسة، من كندا، ولد في سنغافورة.

## مناصب وهيئات
أدار جامعة كولومبيا البريطانية.